# 餘杭郡
餘杭郡，中国隋朝的郡。
隋炀帝大业三年（607年），改州为郡，改杭州为餘杭郡。餘杭郡作为隋朝大运河的南终点。治所在钱唐县（今浙江省杭州市）。下辖钱唐县、临安县、潜县、盐官县、武康县、富阳县六县。包括今浙江省杭州市、临安区、余杭区、富阳区、海宁市、海盐县、安吉县、德清县等地。唐高祖武德元年（618年）重新改为杭州。唐玄宗天宝年间到唐肃宗至德年间，一度改杭州为餘杭郡。下辖钱塘县（今浙江省杭州市上城区）、富阳县、余杭县、于潜县、盐官县、新城县（今浙江省富阳市新登镇）、紫溪县（今浙江省临安市潜川镇紫溪村）、临安县（今浙江省临安市临水路）、唐山县（今浙江省临安市昌化镇）。
唐朝余杭郡太守
- 张守信（746年—748年）
- 李处祐（750年）
- 李力牧（天宝年间）
- 薛自勉（天宝年间）
- 严损之（天宝年间）
- 刘汇（天宝年间）
- 刘晏（756年—757年）
- 元载（757年）
- 崔涣（757年）